# Миф об утраченных воспоминаниях
Миф об утраченных воспоминаниях. Как вспомнить то, чего не было (англ. The Myth of Repressed Memory: False Memories and Allegations of Sexual Abuse) — книга Элизабет Лофтус и Кэтрин Кетчем 1994 года, опубликованная издательством St. Martin’s Press. Они утверждали, что движение за восстановленные воспоминания, в котором люди заявляли, что они подвергались давно забытому сексуальному насилию со стороны своих семей и недавно восстановили воспоминания, было основано на лжи, и терапевты предположили, что произошли ложные события.

## Предыстория
Сама Лофтус провела эксперимент над ложными воспоминаниями со студентами университета. Она также была соавтором исследования «Psychology of Women Quarterly» 1994 года, не упомянутого в книге, в котором говорилось, что из 105 женщин, обращающихся за лечением в наркологический центр, около 20% сообщили о том, что они забывали и вспоминали о сексуальном насилии; более 50% из 105 женщин заявили, что подвергались сексуальному насилию в детстве. Сама Лофтус подверглась насилию со стороны няни мужского пола в возрасте шести лет, и она заявила в книге, что не забыла этот случай; отсутствие потери памяти заставило её скептически относиться к восстановлению памяти. Соавтор Кетчем — журналистка.

## Содержание
В книге рассказывается о нескольких случаях восстановления памяти, в том числе о Линн Прайс Гондольф, а также о деле о ритуальном насилии в округе Терстон с участием Пола Ингрэма, в котором Лофтус принимала личное участие. Кэти Батлер из Los Angeles Times заявила, что книга «содержит лишь беглую ссылку на Мэрилин Ван Дербур».

## Реакция
Барри Гордон из Университета Джонса Хопкинса написал в The New England Journal of Medicine, что обе стороны в дебатах о ложных воспоминаниях должны найти общий язык, поскольку это единственный способ добиться всеобщего правосудия; он заявил: «Очень жаль, что война из-за так называемых подавленных или восстановленных воспоминаний вынудила обе стороны занять такие непримиримые позиции».
Батлер охарактеризовала книгу как «не беспристрастную работу учёных», что в ней «не обсуждаются многие другие случаи, которые могли бы противоречить основному догмату веры этих книг», и что авторы были «удивительно незаинтересованы капризами памяти тех, кто подвергал детей сексуальному насилию». Батлер пришла к выводу, что, хотя книга была позитивным событием для людей, которых ложно обвиняли в сексуальных домогательствах, она опасалась, что это вызовет формирование экспертов, сомневающихся в жертвах сексуального насилия, и что она «снова заставит женщин и мужчин замолчать, — вероятно — о вполне реальных злоупотреблениях».
Publishers Weekly заявил, что «книга, открывающая глаза, является убедительным аргументом в пользу осторожности».